# Агатово (Болгария)
Агатово (болг. Агатово) — село в Болгарии. Находится в Габровской области, входит в общину Севлиево. Население составляет 433 человека.

## Политическая ситуация
В местном кметстве Агатово, в состав которого входит Агатово, должность кмета (старосты) исполняет Валентин Веселинов Василев (Болгарская социал-демократия (БСД), политический клуб «Экогласность», Земледельческий союз Александра Стамболийского (ЗСАС), Движение за социальный гуманизм (ДСХ), Болгарская социалистическая партия (БСП)) по результатам выборов.
Кмет (мэр) общины Севлиево — Йордан Георгиев Стойков (коалиция в составе 5 партий: Болгарская социал-демократия (БСД), Болгарская социалистическая партия (БСП), Движение за социальный гуманизм (ДСХ), Земледельческий союз Александра Стамболийского (ЗСАС), Политический клуб «Экогласность») по результатам выборов.